# Contea di Plumas
La contea di Plumas, in inglese Plumas County, è una contea dello Stato della California, negli Stati Uniti. La popolazione al censimento del 2000 era di 20 824 abitanti. Il capoluogo di contea è Quincy.

## Geografia fisica
La contea si trova nel nord-est dello Stato, sulla parte settentrionale della Sierra Nevada e la parte più meridionale della Catena delle Cascate. L'U.S. Census Bureau certifica che l'estensione della contea è di 6769 km², di cui 6614 km² composti da terra e i rimanenti 155 km² composti di acqua. La contea vanta numerosi laghi, naturali e artificiali, e corsi d'acqua. Nella contea si trovano diverse aree protette e parchi, tra cui parte del parco nazionale vulcanico di Lassen.

### Contee confinanti
- Contea di Lassen - nord/est
- Contea di Sierra - sud
- Contea di Yuba - sud-ovest
- Contea di Butte - ovest
- Contea di Tehama - ovest
- Contea di Shasta - nord-ovest

## Storia
La contea di Plumas fu costituita nel 1854. Il suo nome deriva da quello in spagnolo del fiume Feather (Rio de las Plumas) che scorre nella contea.

## Comuni
L'unica city incorporata è Portola.

### Census-designated places
| - Almanor - Beckwourth - Belden - Blairsden - Bucks Lake - C-Road - Canyondam - Caribou | - Chester - Chilcoot-Vinton - Clio - Crescent Mills - Cromberg - Delleker - East Quincy - East Shore | - Gold Mountain - Graeagle - Greenhorn - Greenville - Hamilton Branch - Indian Falls - Iron Horse - Johnsville | - Keddie - La Porte - Lake Almanor Country Club - Lake Almanor Peninsula - Lake Almanor West - Lake Davis - Little Grass Valley - Mabie | - Meadow Valley - Mohawk Vista - Paxton - Plumas Eureka - Prattville - Quincy - Spring Garden - Taylorsville | - Tobin - Twain - Valley Ranch - Warner Valley - Whitehawk |

## Infrastrutture e trasporti

### Principali strade ed autostrade
- California State Route 36
- California State Route 49
- California State Route 70
- California State Route 89
- California State Route 284